# Новиков, Николай Васильевич (учёный)
Николай Васильевич Новиков (укр. Микола Васильович Новиков; 10 апреля 1932, Киев — 7 апреля 2017, там же) — советский и украинский учёный в области механики и материаловедения, заслуженный деятель науки и техники Украины (1991). Действительный член Академии наук УССР (1985).

## Биография
В 1954 году окончил механический факультет Киевского политехнического института (современное наименование — Национальный технический университет Украины «Киевский политехнический институт») по специальности инженер-механик по автотракторостроению. В 1957 году окончил аспирантуру кафедры «Сопротивление материалов».
В 1958 году защитил диссертацию на соискание ученой степени кандидата технических наук, в 1975 году — доктора технических наук. В 1977 году ему было присвоено ученое звание профессора по специальности «Сопротивление материалов и строительная механика». В 1979 году был избран членом-корреспондентом АН УССР по специальности « материаловедение, прочность металлов», в 1985 году избран академиком АН УССР по специальности «материаловедение, технология металлов».

Вёл научную деятельность в:
- 1954—1957 гг. — Киевском политехническом институте,
- 1957—1961 гг. — Институте металлокерамики и спецсплавов АН УССР,
- 1961—1966 гг. — Институте проблем материаловедения АН УССР, (в настоящее время Институт проблем материаловедения им. И. Н. Францевича Национальной академии наук Украины,
- 1966—1977 гг. — Институте проблем прочности АН УССР () (в настоящее время Институт проблем прочности им. Г. С. Писаренко Национальной академии наук Украины).

С 1977 по 2014 год — директор Института сверхтвёрдых материалов им. В. Н. Бакуля. С 2014 года до конца жизни — почётный директор Института сверхтвёрдых материалов им. В. Н. Бакуля Национальной Академии наук Украины. Являлся генеральным директором Научно-технологического алмазного концерна (АЛКОН) Национальной академии наук Украины, а также:
- главный научный сотрудник научного отдела исследований физико-механических свойств сверхтвёрдых материалов и испытаний инструментов (лаборатория нанотестирования и специальных исследований) Института сверхтвёрдых материалов им. В. Н. Бакуля Национальной Академии Наук Украины,
- профессор кафедры «Инструментальное производство» НТУУ «Киевский политехнический институт», г. Киев,
- профессор кафедры научного приборостроения Института новых материалов Национального авиационного университета, г. Киев,
- член Бюро Отделения физико-технических проблем материаловедения Национальной академии наук Украины,
- член коллегии Министерства промышленной политики Украины,
- член Комитета по Государственным премиям Украины в области науки и техники Кабинета Министров Украины,
- главный редактор научно-теоретического журнала «Сверхтвёрдые материалы»,
- член Международного совета редакционной коллегии журнала «Технологические системы»,
- главный редактор журнала «Інструментальний світ» (на украинском языке),
- член Специализированного научного совета по защите докторских диссертаций Д 26.230.01 в Институте сверхтвёрдых материалов им. В. Н. Бакуля Национальной академии наук Украины,
- член президиума и Совета Торгово-промышленной палаты Украины,
- член Совета Киевской Торгово-промышленной палаты,
- президент Благотворительного фонда содействия алмазному делу (Фонд Н. В. Новикова).

## Почётные звания
Заслуженный деятель науки и техники Украины (27.12.1991 г., диплом № 224).
Почётный доктор:
- Национальный технический университет «Харьковский Политехнический Институт», (28.06.1996 г.),
- НТУУ «Киевский политехнический институт» (01.06.1998 г.),
- Технологический университет Подилля, (нынешнее название Хмельницкий национальный университет) г. Хмельницкий (20.06.2001 г.),
- Одесский национальный политехнический университет (13.03.2007 г.).

Почётный профессор:
- Житомирский государственный технологический университет (24.03.2004 г.),
- Чжэнчжоуский научно-исследовательский институт абразивов и шлифования (англ. Zhengzhou Research Institute for Abrasives & Grinding), Китай (12.04.2007 г.).

Академик
- академик Украинской академии наук (2007 г.),
- академик Международной академии КОНТЕНАНТ, г. Москва (22.12.2000 г.).

Почётный гражданин
Почётный гражданин г. Кобеляки, Полтавская обл., Украина и г. Казанлык, Болгария.
Лауреат:
- Государственных премий УССР в области науки и техники (1973), СССР (1981 г.), Украины в области науки и техники (1996)
- Премии Национальной академии наук Украины им. Е. О. Патона (1983)
- Премии Национальной академии наук Украины им. И. Н. Францевича (1997)
- Премии им. Платона Украинской академии наук (2009)
- включён Кембриджским биографическим центром в число «Человек достижений» (1994)
- получил памятный сертификат Американского биографического общества «Мировая награда за достижения жизни», Релейх, США (1995)
- включён в число 2000 выдающихся учёных XX столетия (2000)

## Научно-техническая и научно-организационная деятельность
Специалист в сфере расчётов механических колебаний в турбомашинах, оценки прочности и прогнозирования разрушения технического оборудования и космических систем при сверхнизких криогенных температурах, технологии получения и изучения свойств алмазных и алмазоподобных плёнок, синтеза алмазов и других сверхтвёрдых материалов. Ученик и последователь Г. С. Писаренко.
Являлся продолжателем научной школы В. Н. Бакуля — создание и применение сверхтвёрдых алмазных и алмазоподобных материалов.
Руководство кандидатскими диссертациями — 39 защитивших диссертации.
Консультирование докторских диссертаций — 13 защитивших диссертации.

## Публикации
1. Холод в машиностроении / Клименко А. П. Новиков Н. В., Смоленский Б. Л. и др. — Москва: Машиностроение, 1969 г. — 247 с.
2. Холод в машиностроении / Клименко А. П. Новиков Н. В., Смоленский Б. Л. и др. — 2-е изд. — Москва: Машиностроение, 1977 г. — 192 с.
3. Прочность материалов и элементов конструкций в экстремальных условиях: В 2 томах. — Киев: Наук. думка, 1980.
4. Писаренко Г. С., Лебедев А. А., Матвеев В. В., Новиков Н. В. и др. — 536 с. Т.2/ Писаренко Г. С., Квитка А. Л., Красовский А. Я., Новиков Н.В и др. — 771 с. (Удостоена Государственной премии СССР 1982 года).
5. Прочность материалов и элементов конструкций криогенной техники / Новиков Н. В., Филин Н. В., Городыский Н. И. и др. Под ред. Н. В. Новикова — Киев: Наук. думка, 1992. — 280 с.
6. Физические свойства алмаза: Справ./ Новиков Н. В., Кочержинский Ю. А., Шульман Л. А. и др. Под ред. Н. В. Новикова. — Киев: Наук. думка, 1987. — 188 с.
7. Полиморфные модификации углерода и нитрида бора: Справ./ Курдюмов А. В., Малоголовец В. Г., Новиков Н. В. и др. Под ред. Н. В. Новикова. — Москва: Металлургия, 1994. — 318 с.
8. Инструменты из сверхтвёрдых материалов: Учебное пособие / — Под ред. Н. В. Новикова. — Киев: ИСМ НАНУ, 2001. — 528 с.
9. Синтез алмазов / Новиков Н. В., Федосеев Д. В., Шульженко А. А., Богатырьова Г. П. — Киев: Наук. думка, 1987. — 160 с. (Удостоена медали им. Е. О. Патона).
10. Синтетические сверхтвёрдые материалы: В 3 т. Редкол.: Новиков Н. В. (отв.ред.) и др. — Киев: Наук. думка, 1986.
11. Сверхтвёрдые материалы. Получение и применение: Монография в 6 томах. Под общей ред. Н. В. Новикова — Киев: ИСМ им. В. Н. Бакуля, ИПЦ «АЛКОН» НАНУ, 2003—2007 гг.

- монографии — 21,
- учебники — 1,
- справочники — 3,
- статьи — 920,
- изобретения (патенты, авторские свидетельства) — 192,
- под редакцией — 39 книг.